# Atenea Lemnia

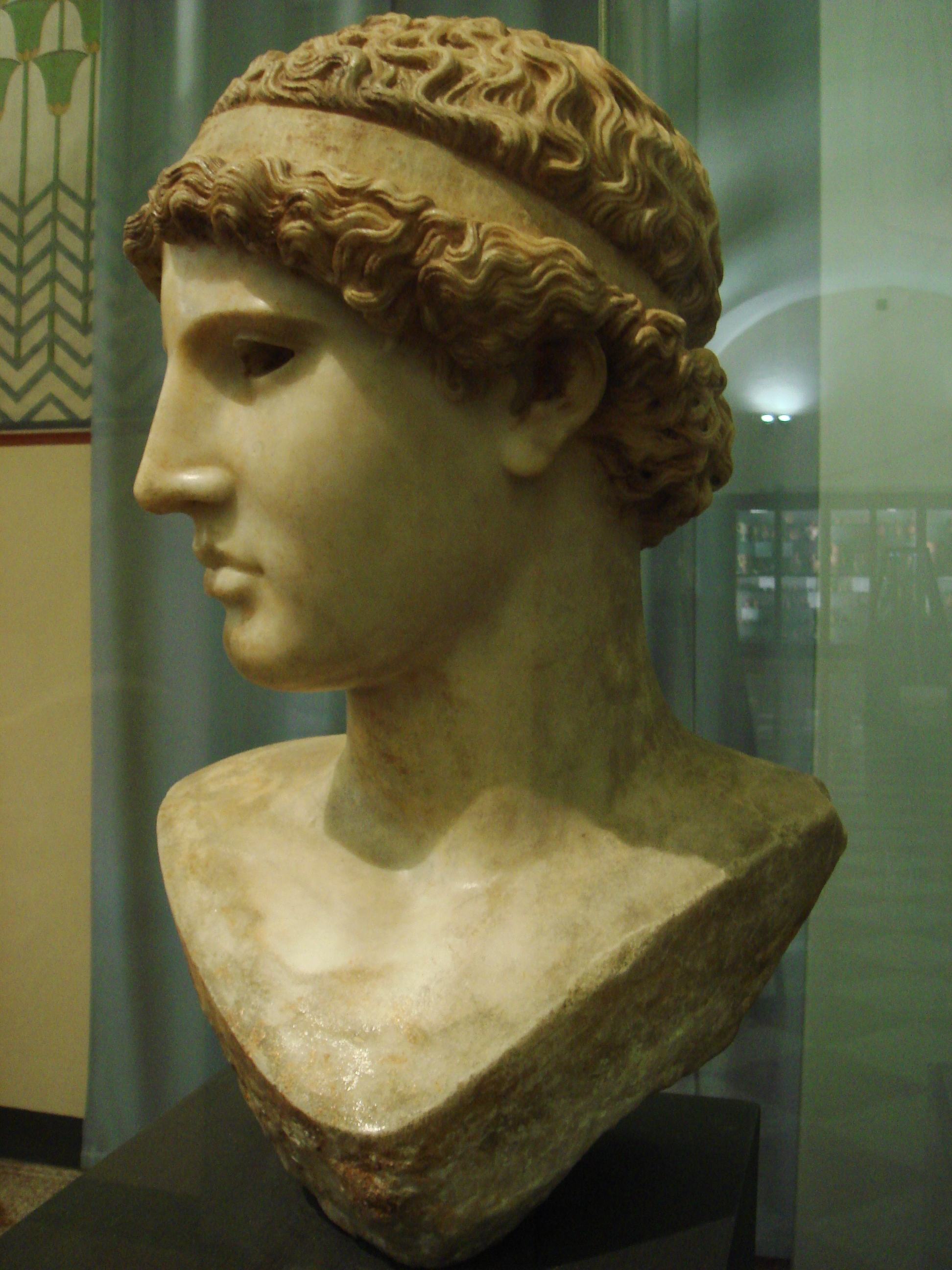
Copia romana de la cabeza de Atenea Lemnia (Museo Cívico Arqueológico de Bolonia).

Atenea Lemnia era una estatua de bronce, realizada por Fidias en el siglo V a. C. y que fue situada en la Acrópolis de Atenas.

## Historia
Atenas había enviado un grupo numeroso de colonos a la isla de Lemnos en 450 a. C. Posteriormente, los colonos, en agradecimiento, enviaron a Pericles dinero para que con él hiciera un homenaje a Atenea. Pericles encargó una estatua que, por tanto, se llamó Lemnia.

## Descripción
Hay una posible copia romana de esta desaparecida estatua, formada por la unión de dos fragmentos de mármol: una cabeza del Museo Cívico Arqueológico de Bolonia y un cuerpo de la Staatliche Kunstsammlungen de Dresde.
La estatua era algo mayor del natural; tenía la lanza en una mano y con la otra sostenía el casco, teniendo por tanto la cabeza descubierta. Destacaba la síntesis en sus ropas de fuerza y elasticidad. Los pliegues eran rectos y acanalados. La égida aparecía cruzada y podría ser precedente de la Atenea representada en el frontón occidental del Partenón.

## Citas sobre ella de autores antiguos
Sobre esta escultura, Plinio el Viejo dijo que sobrepasaba en belleza a las demás estatuas de Atenea. Por su parte, Luciano de Samósata hace decir a dos de sus personajes:

-¿Cuál estimas la mejor de las obras de Fidias?

-¿Cuál? Pues la Atenea Lemnia, donde Fidias se dignó escribir su nombre.
Luciano, Los retratos, 4.

Pausanias dice que es la más digna de ver de todas las obras de Fidias.